# 萊米 (芬蘭)

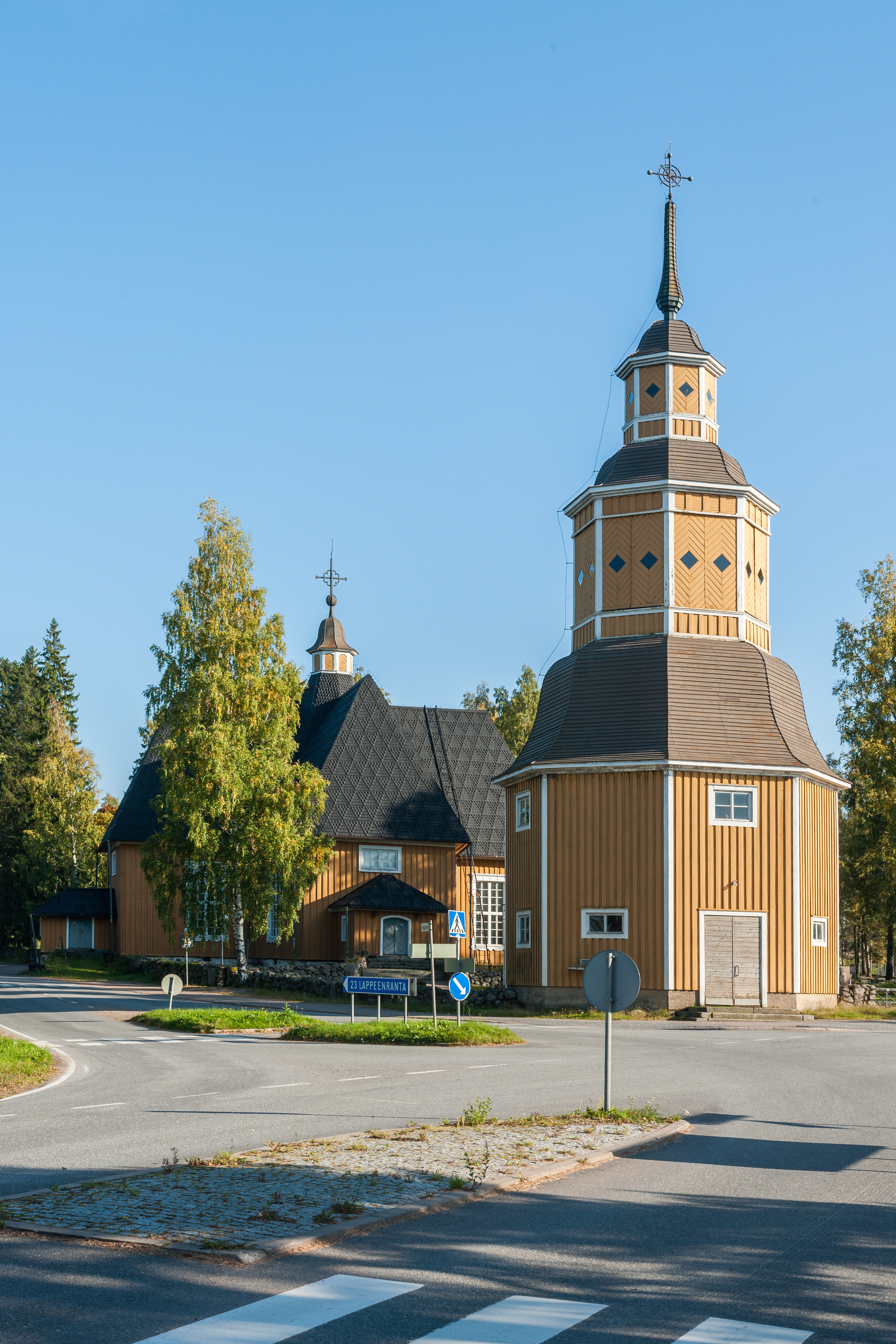
莱米教堂

萊米（芬蘭語：Lemi）是芬蘭的市鎮，位於該國東南部，在南卡累利阿區内，始建於1688年，面積262平方公里，2013年人口3,062，人口密度為每平方公里14.06人。

## 外部連結
- 萊米市镇官方网站 （页面存档备份，存于） （文）
- goSaimaa.com （页面存档备份，存于） 旅游信息